# MySims Agents
MySims Agents – piąta część serii MySims, będącej spin-offem cyklu The Sims. Gra została wyprodukowana przez Maxis w Stanach Zjednoczonych i wydana przez Electronic Arts 25 września 2009 w Europie na platformę Nintendo DS oraz Wii. Gra łączy ze sobą grę symulacyjną, akcji oraz przygodową. Rozgrywka polega na sterowaniu agentem wywiadu, rozwiązywaniu szeregu fabularnych zadań oraz na walce z głównym antagonistą.
Krytycy docenili wersję gry na Wii wystawiając jej pozytywne oceny i chwaląc ją za fabułę oraz grafikę. Aspekty te jednak nie zostały przez nich docenione w wersji na Nintendo DS, która znacząco różni się od wersji na Wii i dostała mieszane recenzje.

## Rozgrywka
Rozgrywkę klasycznie, jak w każdym tytule The Sims rozpoczyna się od stworzenia własnego sima. Główny bohater chce zostać prawdziwym agentem ku czemu wnioskuje w specjalnej agencji. Następnie gracz dostaje zadanie rozwiązania zagadki zaginięcia psa, które jest swego rodzaju samouczkiem podstaw gry. Po wykonaniu zadania do gracza przychodzi wysłannik agencji z informacją o przyjęciu jego wniosku o członkostwo, następnie dostaje informacje o głównym antagoniście gry – Morcubusie i jego organizacji. Od tej chwili rozpoczyna się główna część rozgrywki. Gracz może zostać nagrodzony awansami dającymi nowe możliwości. Pierwszy odblokowuje tajną bazę w mieście. Można ją udekorować meblami odblokowanymi podczas rozgrywki. W trakcie gry gracz będzie otrzymywał wiele misji do wykonania. Każda z nich znajduje się w innej lokacji, posiada innych bohaterów, wątek i różny poziom trudności. W trakcie misji gracz ma do rozegrania wiele minigier. Jest to na przykład hakowanie, naprawa maszyn, otwieranie zamków czy analizowanie składów chemicznych. Gracz ma również dostęp do wielu specjalistycznych narzędzi jak łom czy lupa do wykrywania śladów butów. Każde z narzędzi jest ulepszane z postępem w fabule i awansami. Zadaniem gracza jest również przesłuchiwanie innych simów i zbieranie informacji. Jednym z aspektów gry jest także zarządzanie podwładnymi agentami i pomaganie im w ukończeniu własnych misji poprzez danie podpowiedzi i odpowiednie rozmieszczenie zespołów do misji. Cała rozgrywka łącznie z wątkami pobocznymi trwa około dwudziestu godzin.

### Nintendo DS
Wersja gry wydana na Nintendo DS znacząco różni się od wersji na Wii pod względem graficznym i rozgrywki. W grze podobnie jak w wersji na Wii, gracz jest szpiegiem mającym za zadanie walkę z głównym antagonistą i odkrycie miejsca jego pobytu. Tym razem jest to tajemniczy V. Gra na konsoli kieszonkowej skupia się jednak w większym stopniu na przechodzeniu minigier. W grze znajduje się również wiele nowych lokacji, różniących się od tych w wersji na Wii ze względu na inną fabułę. Rozgrywka jest o wiele prostsza i bardziej chaotyczna. W przeciwieństwie do wersji na Wii gracz za ukończenie misji dostaje simoleony, za które może zakupić nowe przedmioty, dekoracje i stroje. W wersji na Nintendo DS wracają również „esencje” znane z MySims oraz MySims Kingdom, którymi można dekorować otoczenie oraz siedzibę.

## Produkcja
Gra została oficjalnie zapowiedziana przez Electronic Arts na konferencji prasowej 22 kwietnia 2009. Datą premiery w Ameryce Północnej miał być 16 czerwca, a w innych regionach gra miała ukazać się jesienią tego samego roku. Gra została stworzona przez The Sims Studio będące częścią Maxis. Według dyrektora generalnego serii MySims, Tima LeTourneau, MySims Agents miał być „całkowicie inny niż jakakolwiek poprzednia gra z serii MySims”. W ramach zapowiedzi gry kilku producentów pracujących nad wersją gry na Wii, w tym główny producent Rachel Bernstein, przedstawili przewodnik po grze dla serwisu IGN. Gra została wydana przez Electronic Arts 25 września 2009 w Europie oraz cztery dni później, 29 września 2009 w Ameryce Północnej.

## Odbiór
Według amerykańskiego serwisu agregującego recenzje gier – Metacritic, gra w wersji na Wii otrzymała w większości pozytywne opinie i otrzymała według strony ocenę 78/100. Tytuł został doceniony między innymi pod względem rozgrywki, grafiki czy udanego połączenia gatunków gier komputerowych. GamesRadar+ przyznało grze 4/5 gwiazdek oceniając już na samym początku recenzji: „(...)Jest mnóstwo różnorodności, świetna historia z zabawnym scenariuszem i świetną wizualizacją.” Game Chronicles dający tytułowi opinię 9,8/10 opisało tytuł: „MySims Agents to jedna z najlepszych gier, która pojawiła się na Wii w tym roku – przynajmniej dla graczy w młodym wieku. Agents doskonale wprowadza młodych graczy w pojęcia gier open-world, zarządzania zasobami – Gra pomaga stymulować ich ciekawość, jednocześnie świetnie bawiąc.” Według niektórych krytyków minusem gry była prosta oraz nudna i powtarzalna rozgrywka, spowodowana faktem, że gra, tak samo jak cała seria MySims, przeznaczona jest w większym stopniu dla młodszych odbiorców. 1UP dało grze ocenę 5,8/10 uznając ją za niewykorzystany potencjał. Napisało o niej: „Obsadzenie uroczych MySimów w przyjazną dla dzieci, super szpiegowską przygodę, jest pełen potencjału, jednak gra cierpi na jedną rzecz, której super szpieg nie powinien musieć znosić – nuda i powtarzalność.”
Aspekty docenione przez krytyków w wersji na Wii nie przypadły jednak im do gustu w wersji na Nintendo DS. Gra na tej platformie według Metacritic otrzymała mieszane i średnie oceny dając jej ocenę 60/100 co jest gorszym wynikiem niż w przypadku wersji na Wii. Nintendo Gamer napisało: „Cała gra wydaje się trochę niespójna, ale jest wystarczająco urokliwa, aby to przetrwać.” i przyznało grze wynik 7,1/10. IGN oceniło grę przyznające jej 4,9/10 oraz pisząć: „Wersja DS ma wszystkie cechy udanej przygody MySims, od charakterystycznego edytora postaci i dekoratora miasta po potencjalnie zabawne wyzwania szpiega, ale całokształt psuje niechlujne sterowanie postacią i naprawdę nużący projekt niektórych elementów.”
Japoński magazyn Famitsū, na której rynek gier seria jest głównie nastawiona, przyznało wersji na Nintendo DS wynik 27/40 oraz wynik 26/40 wersji na konsolę Wii.
W Wielkiej Brytanii już kilka dni po premierze gra znalazła się na 16 pozycji najlepiej sprzedających się tytułów gier komputerowych i znajdowała się w pierwszej 20 rankingu przez kilka miesięcy.